# Shaquille Harrison
Shaquille Harrison (nascido em 6 de outubro de 1993) é um jogador de basquete profissional que joga no Chicago Bulls da National Basketball Association (NBA). Harrison jogou basquete universitário na Universidade de Tulsa. 

## Carreira na faculdade
Nascido em Kansas City, Missouri, Harrison jogou basquete universitário em Tulsa, recusando uma oferta de Kansas para jogar futebol americano.
Ele é o único jogador na história de Tulsa a registrar 1.300 pontos, 400 assistências e 200 roubadas de bola em sua carreira. No entanto, ele foi mal nos arremessos, acertando 19,5% dos arremessos e 63% dos lances livres.  
Em suas quatro temporadas universitária, Harrison teve 11.1 pontos, 3.5 assistências, 4.5 rebotes e 1.8 roubos de bola.

## Carreira profissional

### Northern Arizona Suns (2016–2018)
Depois de não ser selecionado no Draft da NBA de 2016, Harrison assinou com o Phoenix Suns em 25 de setembro de 2016. No entanto, ele foi dispensado em 10 de outubro.
Em 31 de outubro de 2016, ele foi adquirido pelo Northern Arizona Suns da D-League como jogador afiliado do Phoenix Suns.
No jogo de abertura da equipe, em 12 de novembro de 2016, Harrison marcou 20 pontos em uma vitória por 122-106 sobre o Iowa Energy.
Em 3 de julho de 2017, Harrison voltou aos Suns para a Summer League de 2017. Ele então retornou ao Northern Arizona Suns depois que a competição terminou. 

### Phoenix Suns (2018)
Em 21 de fevereiro de 2018, o Phoenix Suns assinou com Harrison um contrato de 10 dias. Dois dias depois, ele estreou na NBA, registrando 4 assistências e 4 roubadas de bola em uma derrota por 128-117 contra o Los Angeles Clippers. Harrison assinaria seu segundo contrato de 10 dias com Phoenix em 3 de março. Na noite seguinte, ele teria seu primeiro jogo como titular na NBA em uma derrota contra o Charlotte Hornets, jogando um total de 30 minutos e registrando 14 pontos naquela noite.  
Em 13 de março de 2018, Harrison assinou um contrato com os Suns, garantindo a ele pelo menos o resto da temporada. Em 28 de março, Harrison registraria 17 pontos, além de quatro roubadas de bola em uma derrota por 111-99 para os Clippers. Em 10 de abril, Harrison teve seu primeiro duplo-duplo com 18 pontos e 10 assistências na vitória por 124-97 sobre o Dallas Mavericks. 
Na temporada de 2017–18, Harrison teve médias de 6.6 pontos, 2.4 assistências, 2.7 rebotes e 1.1 roubos de bola.
Em 1 de julho, foi anunciado que Harrison jogaria com o Phoenix Suns mais uma vez, juntando-se a eles na Summer League de 2018. Harrison atuou como um dos melhores jogadores da equipe durante todo o evento tendo médias de 12,2 pontos, 6,6 assistências, 4,6 rebotes, 2,4 roubadas de bola e 0,8 bloqueios em 27,2 minutos por jogo em cinco jogos. Como resultado, os Suns anunciou que renovariam com Harrison para a próxima temporada.
Após a troca de 31 de agosto, onde os Suns mandaram Brandon Knight e Marquese Chriss para o Houston Rockets em troca de Ryan Anderson e o novato De'Anthony Melton, o gerente geral Ryan McDonough esperava que Harrison tivesse mais oportunidades, sendo um Armador titular se a equipe não fizesse outra troca antes do início da temporada. No entanto, depois de competir com Isaiah Canaan, Élie Okobo e De'Anthony Melton pela titularidade durante a pré-temporada, os Suns dispensaram Harrison em 15 de outubro.

### Chicago Bulls (2018 – presente)
Em 21 de Outubro de 2018, Harrison foi contratado pelo Chicago Bulls, substituindo Ömer Aşık.
Em 6 de julho de 2019, Harrison foi dispensado pelos Bulls junto com Walt Lemon Jr., mas em 18 de julho de 2019, o Chicago Bulls re-contratou Harrison.
Na temporada de 2018–19, ele teve médias de 6.5 pontos, 1.9 assistências, 3.0 rebotes e 1.2 roubos de bola.

## Vida pessoal
Harrison tem dois irmãos e uma irmã. Seu irmão mais novo, Monte Harrison, atualmente joga no Miami Marlins da Major League Baseball.

## Estatísticas

### Temporada regular
| Ano      | Equipe   | PJ | MPJ  | AP   | 3P   | LL   | RT  | AS  | BR  | TO | PPJ |
| -------- | -------- | -- | ---- | ---- | ---- | ---- | --- | --- | --- | -- | --- |
| 2017–18  | Phoenix  | 23 | 16.7 | .476 | .231 | .737 | 2.7 | 2.4 | 1.1 | .3 | 6.6 |
| 2018–19  | Chicago  | 73 | 19.6 | .432 | .270 | .667 | 3.0 | 1.9 | 1.2 | .4 | 6.5 |
| Carreira | Carreira | 96 | 18.9 | .442 | .261 | .683 | 2.9 | 2.0 | 1.2 | .4 | 6.5 |

Fonte: